# Liv Ullmann
Liv Johanne Ullmann, (født 16. december 1938) er en Oscar-nomineret norsk skuespillerinde.
Hun fik sit gennembrud i 1966 med filmen Persona, instrueret af Ingmar Bergman.